# Komandantovi otoki
Komandantovi otoki (rusko Командо́рские острова́, Komandorskije ostrova) so otočje na robu Beringovega morja v Tihem oceanu, ki leži ob vzhodni obali polotoka Kamčatka na skrajnem vzhodu Evrazije. Sestavljata ga dva večja otoka, Beringov in Medni, ter vrsta manjših otočkov in čeri. Sodeč po geološki sestavi so bili nekoč del Aleutskega otočja, ki se razprostira vzhodno od njih v loku proti Aljaski, sedaj pa se zaradi premikanja tektonskih plošč oddaljujejo od Aleutov in se približujejo Kamčatki.
Površje je golo, pokriva ga tundra, čeprav je podnebje zmerno oceansko s hladnimi poletji in milimi zimami. Zaradi odročne lege in razmeroma ugodnega podnebja je zatočišče za množico ptic in morskih živali, otoki so znani predvsem po številčnih kolonijah čopastih mormonov (Fratercula cirrhata) in kot eno največjih kotišč severnega morskega medveda na svetu. Večina ozemlja in okoliško morje je zavarovano kot Komandantov zapovednik (strogi naravni rezervat), vključen tudi v Unescov program Človek in biosfera.
Ozemlje Komandantovih otokov v celoti pripada Rusiji, administrativno so vključeni v Kamčatski okraj, medtem ko so Aleuti ozemlje Združenih držav Amerike. Edino stalno naselje je Nikolskoje na Beringovem otoku z nekaj manj kot 700 prebivalci. Domorodni Aleuti so bili zaradi napetosti med hladno vojno dolgo časa izolirani od svojih sonarodnjakov na Aleutskem otočju.